# Согратль
Согратль (авар. Сугъралъ) — село в Гунибском районе Дагестана, центр сельсовета (с 1921).

## География
Расположено в 35 км к югу от села Гуниб, на реке Цамтичай (бассейн реки Каракойсу).

## Население
| 1869  | 1888  | 1895  | 1926  | 1939  | 1970  | 1989  |
| ----- | ----- | ----- | ----- | ----- | ----- | ----- |
| 1946  | ↘1928 | ↗1987 | ↗2000 | ↗2296 | ↘1967 | ↘1706 |
| 2002  | 2010  | 2021  |       |       |       |       |
| ↗2233 | ↗2360 | ↗2701 |       |       |       |       |

Жители говорят на согратлинском (андаляльском) диалекте аварского языка. В согратлинском диалекте присутствуют слова, имеющие аналоги в лакском языке (кумухского диалекта), но которых нет в литературном аварском.

## История
Согласно этнографу Г. Ф. Чурсину — в ауле Согратль живут три тухума, и все они считают своим родоначальником выходца из Крыма — Абу Гасана. Легенда повествует, что он, покинув Крым, нашел приют в Дагестане. Сначала он обосновался в Аркасе, но, столкнувшись с неприятием соплеменников, был вынужден уйти и переселиться в Кули. После совершенного там убийства Абу Гасан снова оказался изгнанником и, пройдя через многие трудности, нашел убежище в Андалале, где основал аул Согратль. Так началась история аула, в котором три тухума сохраняют память о своем крымском корне.
- Место Андальской битвы полчищ Надир-шаха с горцами в 1741 (близ села) и поражения захватчиков.
- В село прибыл и проживал Сурхай-хан ll Казикумухский.
- В село прибыл и проживал Магомед Ярагский.
- Центр сельского общества (в XIX в.).
- Центр восстания 1877 года. Взято 4 ноября 1877 и сожжено царскими войсками. 29 декабря около разрушенного села был повешен четвёртый имам Мухаммад Согратлинский.

В советское время в селе был создан колхоз «Согратль» (1931). Чабан Абдулла Абдуразаков стал кавалером ордена Ленина.

## Экономика села
- Земледелие, животноводство, пчеловодство.
- Обработка природных материалов (камень, дерево) и металла.

## Достопримечательности
- Джума-мечеть им. Абдурахман-Хаджи ас-Сугури
- Музей.
- Мавзолей Мухаммеда Яраги.
- Жертвенные места, могильники, поселения (близ села).
- Пещеры (в том числе Чинна-Хитта с наскальными изображениями эпохи мезолита).
- Памятники: В. И. Ленину (первый в кавказских аулах[15]), С. М. Кирову, С. К. Орджоникидзе; землякам, погибшим в годы Великой Отечественной войны.

## Образование
Один из древнейших просветительских центров Дагестана.

## Известные уроженцы
- Первый секретарь Дагестанского обкома КПСС (1983—90) Магомед Юсупов (1935—2018);
- Герой Российской Федерации, заслуженный летчик-испытатель России Магомед Толбоев (род. в 1951)[16][17];
- Герой Российской Федерации, летчик-испытатель Тайгиб Толбоев (1955—2021)[18];
- Герой Социалистического Труда Камиль Магомедов (род. в 1904);
- Заслуженный врач РСФСР, Народный врач Дагестана, Почётный гражданин города Махачкала Ризван Каримов (род. в 1924);,
- Народный учитель СССР А. Уцов;
- Заслуженный учитель РСФСР Омочев Абдула;
- Омочев Гаджи Магомедович Заслуженный врач Дагестана;
- Шейх-уль-ислам Абдурахман-Хаджи ас-Сугури (1792—1882);
- 4-й Имам Дагестана и Чечни, сын Абдурахмана-Хаджи — Мухаммад-Хаджи (1839—1877);
- Учёные: Махди-Магомед (ум. в 1837), Хаджи Мухаммед Хаджи (ум. в 1870), Али-Риза, Дибир-Кади, Нурмагомед Аварский, Шайтан-Абдулла и др.[19].
- Доктор медиц. наук, профессор Патахов Магомед Абдулаевич.
- Заслуженный изобретатель РД, кандидат медицинских наук, доцент ДГМУ Патахов Гаджимурад Магомедович.
- Кандидат медиц. наук, доцент ДГМУ Омарова Заира Магомедовна.
- Абигасанов Нурмагомед Магомедович (1915—1971) военный прокурор. Аварский поэт, переводчик, прозаик и драматург.
- Абигасанова Патимат Нурмагомедовна Заслуженный врач РД.
- Фаталиев Магомед Магомедович Заслуженный врач РД.
- Каримов, Магомед Ахмедович судья Верховного суда РФ.
- Гамзат Магомедович Гамзатов (25 августа 1938 года, Махачкала, ДАССР, РСФСР, СССР — 3 июля 2018 года, Махачкала, Дагестан, Россия). В 1993 году стал гендиректором ОАО «Дагэнерго». Член Госсовета Дагестана двух созывов (1998, 2002).